# クラウディオ・サンタマリア
クラウディオ・サンタマリア（Claudio Santamaria、1974年7月22日 - ）は、イタリアの俳優。

## 出演作品
- シャンドライの恋 L'assedio (1998) - アゴスティーノ
- オールモスト・ブルー Almost Blue (2000) - シモーネ・マルティーニ ※日本劇場未公開
- 最後のキス L'ultimo bacio (2001) - パオロ ※日本劇場未公開
- 息子の部屋 La stanza del figlio (2001) - 店員
- デス・サイト Il cartaio (2004) - カルロ・ストゥルニ ※日本劇場未公開
- 野良犬たちの掟 Romanzo criminale (2005) - ダンディ ※日本劇場未公開
- 007/カジノ・ロワイヤル 007 Casino Royale (2006) - カルロス
- 赤い肌の大地 BirdWatchers - La terra degli uomini rossi (2008) - ロベルト ※日本劇場未公開
- もう一度キスを Baciami ancora (2010) - パオロ ※日本劇場未公開
- ゴールド・ハンター 600キロの金塊を追え! 600 kilos d'or pur (2010) - エンゾ ※日本劇場未公開
- ジョルダーニ家の人々 Le cose che restano (2010) - アンドレア ※テレビミニシリーズ
- 海と大陸 Terraferma (2011) - 財務警察官 ※イタリア映画祭2012での公開タイトルは『大陸』[1]
- 妹の誘惑 Gli sfiorati (2011) - ブルーノ ※日本劇場未公開
- 緑はよみがえる Torneranno i prati (2014) - 少佐
- 皆はこう呼んだ、鋼鉄ジーグ Lo chiamavano Jeeg Robot (2015) - エンツォ
- 離ればなれになっても Gli anni più belli (2020) - リカルド
- フリークスアウト Freaks Out (2021) - フルヴィオ